# Ancenis-Saint-Géréon
Ancenis-Saint-Géréon (bretonisch Ankiniz-Sant-Gerent) ist eine französische Gemeinde mit 11.346 Einwohnern (Stand: 1. Januar 2022) im Département Loire-Atlantique in der Region Pays de la Loire; sie ist Teil des Arrondissements Châteaubriant-Ancenis und Hauptort des Kantons Ancenis-Saint-Géréon.
Sie entstand mit Wirkung vom 1. Januar 2019 als Commune nouvelle durch die Zusammenlegung der bisherigen Gemeinden Ancenis und Saint-Géréon, denen in der neuen Gemeinde den Status einer Commune déléguée nicht zuerkannt wurde. Der Verwaltungssitz befindet sich im Ort Ancenis.

## Geografie
Die Gemeinde liegt am rechten, nördlichen Ufer der Loire, halbwegs zwischen Angers und Nantes.
Nachbargemeinden von Ancenis-Saint-Géréon sind Mésanger im Norden, La Roche-Blanche im Nordosten, Vair-sur-Loire im Osten, Orée d’Anjou im Süden (Département Maine-et-Loire), Oudon im Westen und Südwesten sowie Couffé im Westen und Nordwesten.
Es besteht ein Bahnhof an der Bahnstrecke Tours–Saint-Nazaire.

## Geschichte
Gegründet wurde Ancenis im Jahre 984. Saint-Géréon wird 1104 erwähnt.

## Gliederung
| Ortsteil     | ehemaliger INSEE-Code | Fläche (km²) | Einwohnerzahl (2016) |
| ------------ | --------------------- | ------------ | -------------------- |
| Ancenis      | 44003                 | 20,07        | 7656                 |
| Saint-Géréon | 44160                 | 07,51        | 2939                 |

## Sehenswürdigkeiten
Siehe auch: Liste der Monuments historiques in Ancenis-Saint-Géréon

### Ancenis
- Kirche Saint-Pierre, 15. bis 16. Jahrhundert, seit 1926 Monument historique
- Ursulinenkapelle, 17. Jahrhundert
- Kapelle Notre-Dame de la Délivrance
- Dolmen „Pierre couvretière“, 4. Jahrhundert v. Chr.
- Mittelalterliche Altstadt von Ancenis
- Mittelalterliche Loire-Deiche, 10. Jahrhundert
- Burg, 15. bis 17. Jahrhundert (Monument historique seit 1977)
- Markthallen, 1861/62
- Rathaus (Hôtel de ville), 1863
- Hängebrücke Bretagne-Anjou, 1953

### Saint-Géréon
- Kirche aus dem Jahre 1840
- Menhire

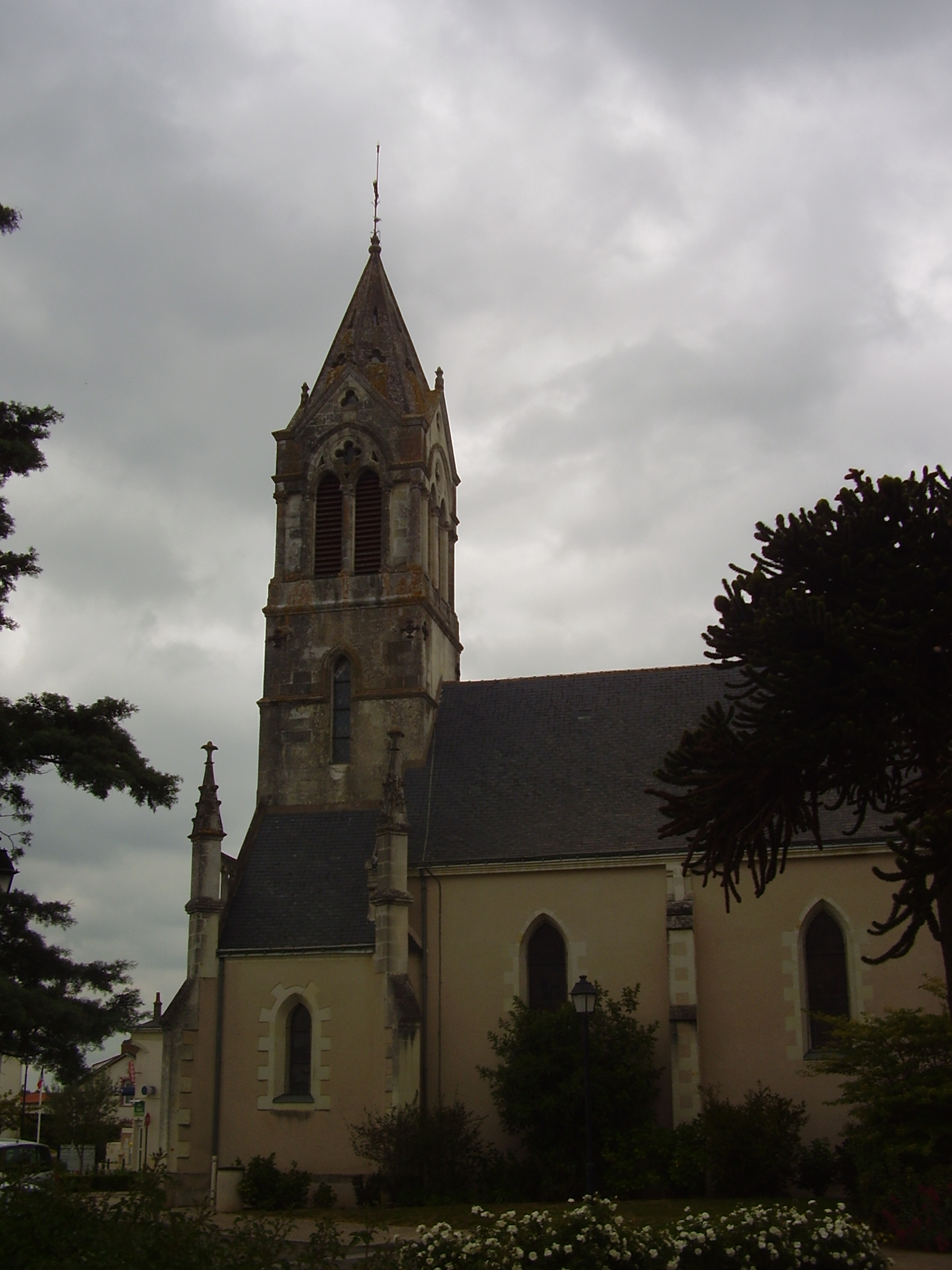
Kirche

- Herrenhaus La Chevasnerie aus dem 18. Jahrhundert
- Herrenhaus Ecochère aus dem 19. Jahrhundert anstelle der früheren Burganlage errichtet

## Städtepartnerschaften
- Kirkham, Lancashire, England, seit 1972
- Bad Brückenau in Unterfranken, Deutschland, seit 1981

Kirkheim und Bad Brückenau sind auch untereinander verbunden.

## Persönlichkeiten
- Jacques-Nicolas de Fleuriot de La Freulière (1738–1824), Offizier und Truppenführer
- Jean-Pierre Dautel (1917–2000), Dirigent und Komponist
- Jacques Lusseyran (1924–1971), Literaturwissenschaftler und Widerstandskämpfer, bei einem Autounfall in Saint-Géréon tödlich verunglückt
- Bernard Toublanc-Michel (1927–2023), Filmregisseur,
- Jacqueline Moreau (* 1929), Kostümbildnerin
- Édouard Landrain (1930–2006), Politiker
- Denis Moutel (* 1952), römisch-katholischer Bischof von Saint-Brieuc
- Jordan Veretout (* 1993), Fußballspieler